# 埃贡·亨宁格
埃贡·亨宁格（德語：Egon Henninger，1940年6月22日—），德国男子游泳运动员，主攻蛙泳。他曾代表德国联队、东德参加1960年、1964年和1968年夏季奥林匹克运动会游泳比赛，获得二枚银牌。